# Bertiolo
Bertiolo (Bertiûl in friulano) è un comune italiano di 2 325 abitanti in Friuli-Venezia Giulia.

## Storia

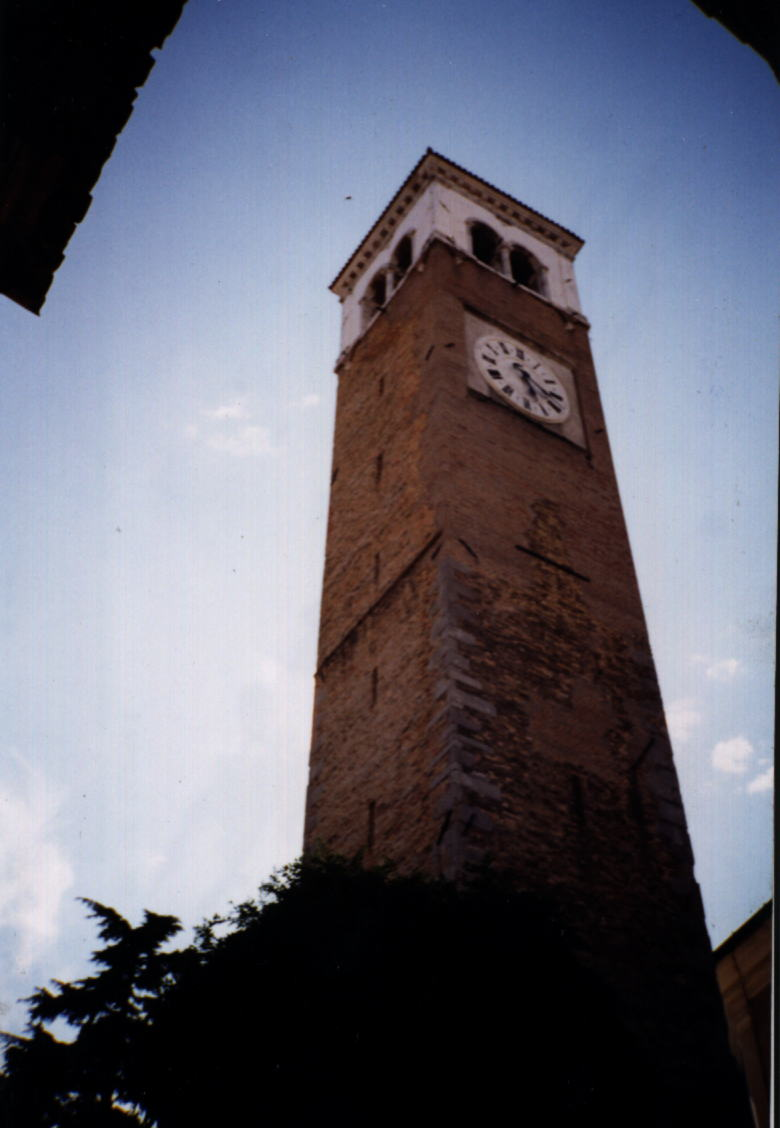
Campanile della chiesa di S. Martino Vescovo

Nei più antichi documenti conservati ci sono diverse varianti del toponimo: Bratiul, Bratiol, Bretiul e oggi Bertiolo.
I primi dati storici risalgono al periodo di Cesare: si ritiene che nelle grandi praterie a cavallo della Stradalta, l'antica via Postumia che collegava Roma con l'Illirico, esistessero accampamenti stabili delle legioni romane; ne sono prova i diversi segni di romanità ritrovati durante la realizzazione di alcuni scavi per lavori agricoli.
Il paese è legato alla vicinanza con la romana via Postumia, che durante le invasioni ungare veniva anche chiamata strata hungarorum a causa delle frequenti invasioni verificatasi tra la fine del IX e la metà del X secolo. In questo periodo, a causa delle devastazioni, si svilupparono le cortine, sistemi difensivi del paese, seppur rudimentali. A Bertiolo ne furono costruite due, una interna, rialzata e cinta da un muro che circondava la chiesa ed il camposanto, una più esterna costituita da un fossato che circondava l'abitato.

### Simboli
Lo stemma è stato concesso con regio decreto del 7 maggio 1942.
L'argento e il nero si rifanno al blasone dei Savorgnan (d'argento, allo scaglione di nero), famiglia titolare della contea e del castello di Belgrado, della cui giurisdizione Bertiolo faceva parte. Il grappolo d'uva richiama la produzione vitivinicola della zona.
Il gonfalone, concesso con D.P.R. del 17 settembre 1993, è un drappo partito di bianco e di verde.

## Monumenti e luoghi d'interesse

### Architetture religiose
A Bertiolo ci sono tre luoghi di culto principali, non contando le chiese delle frazioni.

#### Chiesa parrocchiale
La chiesa parrocchiale di San Martino Vescovo è ubicata lungo la strada che porta alla piazza principale del paese, è una costruzione a navata unica che risale al XVII secolo.
Disposta con la facciata principale a nord e il campanile appoggiato all'angolo sud-ovest, è stata eretta sul medesimo luogo in cui sorgeva un precedente edificio sacro, di cui resta ancora la piccola abside (con frammenti di affreschi cinquecenteschi); fu consacrata nel 1702 dal patriarca Delfino (occasione ricordata dall'iscrizione latina accanto al vecchio battistero).
Una grande croce in ferro battuto, artisticamente sviluppata a forma di albero, domina la sommità della facciata. È pregevole, all'interno l'altare barocco di marmo proveniente da Venezia, fiancheggiato dalle statue di San Pietro e San Paolo.
Tra le altre opere d'arte spiccano: sul soffitto del coro un affresco del pittore francese Loche e alle pareti un quadro del Politi raffigurante il patrono del paese nell'atto di donare parte del suo mantello ad un povero (si pensa sia un dono votivo fatto da un abitante di Bertiolo per uno scampato pericolo), e una pala del Rosario di Francesco Pavona.
L'opera più celebre che si conservi nella chiesa è tuttavia un'opera contemporanea: si tratta delle vetrate di Arrigo Poz, inaugurate l'11 novembre 1990 in occasione della ricorrenza del santo patrono, dopo cinque anni di lavoro.
Inoltre possiede gruppo liturgico costituito da un coro ligneo, confessionali, un pulpito e le sedi per i presbitero e ministranti, considerato da molti esperti eccezionale per la ricchezza dei materiali e per la perizia con la quale sono stati messi in opera. L'impatto visivo che la chiesa parrocchiale dona ad un visitatore attento, stupisce per la perfetta proporzionalità delle sue linee architettoniche e per la cura di ogni singolo particolare.
Sorge nei pressi della chiesa il campanile edificato nei primi anni del 1600 in sopraelevazione di una torre medievale. È di pianta quadrata, rialzata, in muratura e termina con una cella campanaria traforata e bifora contornata da pietre e coperta da un tetto quadrangolare a falde costituito da tegole laterizie poste su un'orditura lignea.
La "Casa dei Frati" è ciò che resta a testimonianza della presenza di una confraternita che nel secolo scorso scomparve lasciando traccia della sua importanza nei documenti e nel nome dato alla via dove la casa ha la sua entrata principale.

#### Chiesetta della Santissima Trinità
Dal punto di vista storico è la più antica chiesa situata sul territorio bertiolese. La sua origine è molto incerta: probabilmente fu eretta sopra le rovine di un tempietto romano dedicato al dio celtico Beleno.
La chiesa è citata nei documenti a partire dal 1500, anche se la campana che ne sovrasta la facciata testimonia della sua esistenza fin da un'epoca ben anteriore: infatti porta impressa la data 1287, che la rende la campana più vecchia di tutta la provincia. A conferma della vetustà dell'edificio un aiuto viene dal materiale di riempimento ritrovato intorno all'altare, resti un affresco absidale databile al 1200-1300.
Durante i lavori di ristrutturazione della chiesetta, avvenuti nel 1989, oltre a questi frammenti sono stati ritrovati i resti di un tempietto databile al VII secolo d.C. e di una necropoli anticamente annessa che risale al periodo longobardo. La sua scoperta avvenne proprio alle porte del 1990, anno dei Longobardi, e fece molto scalpore in quanto fu uno dei primi casi di ritrovamento di questo tipo.
In precedenza la chiesetta era intitolata ai santi aquileiesi Canzio, Canziano e Canzianilla, poi modificata perché luogo di riunione della confraternita della Santissima.

#### Santuario della Beata Vergine di Screncis
Non è possibile stabilire con certezza quando e come abbia avuto origine: le prime notizie scritte risalgono al 1400, ma risale probabilmente a periodi precedenti.
La tradizione vuole che nel luogo ove ora si trova il santuario della Beata Vergine esistesse un infossamento del terreno dove un pastore, mentre sorvegliava il gregge, scorse mezza nascosta l'immagine della Madonna col Bambino: raccontò il fatto in paese e l'immagine venne portata nella chiesa parrocchiale, ma il giorno dopo fu trovata esattamente nel luogo in cui era stata scoperta; venne allora portata nella chiesetta della Santissima Trinità, ma anche in questo caso la cosa si ripeté.
Allora in quella località venne innalzato un capitello e successivamente una piccola cappella ampliata nel 1770. Durante gli scavi qui condotti nel 1857 si ritrovarono numerose ossa umane, forse una delle testimonianze delle battaglie che funestavano il Friuli. Si può dedurre che si sia approfittato dell'infossamento già esistente per seppellirvi i morti.
I primi documenti che ci parlano di un luogo di culto e dell'attività di una confraternita dedita ad opere pie risalgono alla fine del 1400. Il Santuario fu ampliato una prima volta nel 1770 e in modo imponente nel 1856, quando tutte le popolazioni dei paesi limitrofi contribuirono donando il materiale da costruzione. Al 1918 risale l'appello alla "Regina pacis" che si trova sul frontone.
Dall'anno mariano 1954 tutte le parrocchie della Forania di Codroipo (oggi allargato anche ad altre Foranie), partecipano al pellegrinaggio in occasione dell'Ottavario della Beata Vergine di Screncis, che va dall'8 settembre, Natività di Maria, al 15 settembre, giorno dedicato alla Madonna Addolorata.
Il quadro della Madonna, motivo della devozione di tante persone, non ha pregi artistici rilevanti; è in legno dipinto a colori naturali e raffigura la Madonna che con la sinistra sostiene ai fianchi il Bambino e con la destra ne avvolge i piedini. Oggi il santuario si presenta in tutta la sua bellezza agli occhi dei visitatori e devoti dopo i lavori di ristrutturazione.

## Società

### Evoluzione demografica
Abitanti censiti

### Lingue e dialetti
A Bertiolo, accanto alla lingua italiana, la popolazione utilizza la lingua friulana. Ai sensi della Deliberazione n. 2680 del 3 agosto 2001 della Giunta della Regione Autonoma Friuli-Venezia Giulia, il Comune è inserito nell'ambito territoriale di tutela della lingua friulana ai fini della applicazione della legge 482/99, della legge regionale 15/96 e della legge regionale 29/2007.